# 源平彩南
源平彩南（日语：／ Genpei Ayana，1996年6月1日—），日本女子摔跤运动员。她曾代表日本参加2018年世界摔跤锦标赛，获得女子自由式65公斤级铜牌。她也曾参加2018年亚洲运动会。